# Standard & Poor's
Standard & Poor's Financial Services LLC (S&P) es una agencia de calificación de riesgo estadounidense en servicios financieros. Es una división de S&P Global que publica informes sobre investigación financiera y análisis de acciones y bonos. S&P es conocida por sus índices bursátiles como el estadounidense S&P 500, el canadiense S&P/TSX, y el australiano S&P/ASX 200. 
S&P es considerada una de las tres agencias de calificación de crédito más grandes, junto a Moody's y Fitch Ratings, acumulando entre las tres una cuota de mercado del 95% en 2013.
Su oficina central se encuentra en 55 Water Street en el bajo Manhattan, Nueva York.

## Historia

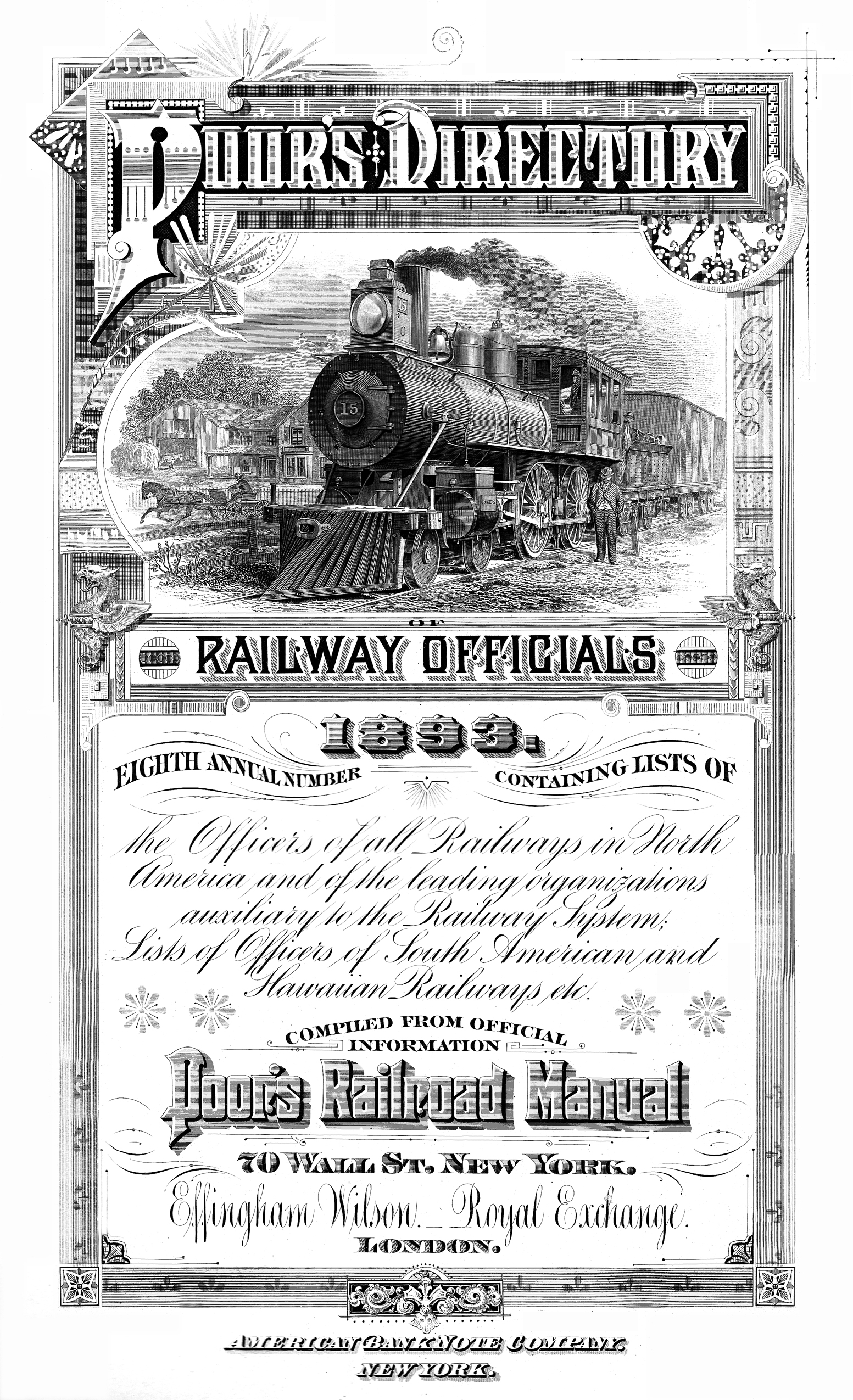
«Poor's Directory of Railroad Officials», 1893 (portada)

La compañía remonta su historia a 1860, con la publicación de Henry Varnum Poor de Historia de Ferrocarriles y canales en los Estados Unidos. Este libro compila información completa sobre el estado financiero y operativo de las compañías de ferrocarriles de Estados Unidos. En 1868, Henry Varnum Poor estableció H.V. y H. W. Poor Co. con su hijo, Henry William Poor, y comenzó a publicar dos manuales actualizados anualmente, el Manual de los Ferrocarriles de los Estados Unidos y el Directorio de Funcionarios de Ferrocarril.
En 1906, Luther Lee Blake fundó la Standard Statistics Bureau, con el fin de proporcionar información financiera sobre las empresas no relaciones con el ferrocarril. En lugar de un libro publicado anualmente, Standard Statistics usaría 5 «x 7» tarjetas, lo que permitirá actualizaciones más frecuentes.
En 1941, las publicaciones de Poor y el Standard Statistics Bureau se fusionaron para convertirse en Standard & Poor 's Corp. En 1966, la compañía fue adquirida por The McGraw-Hill Companies, de forma que McGraw-Hill entra así en el ámbito de los servicios de información financiera.

## Calificaciones
| AAA | AA | A | BBB | BB | B | CCC | CC/D |

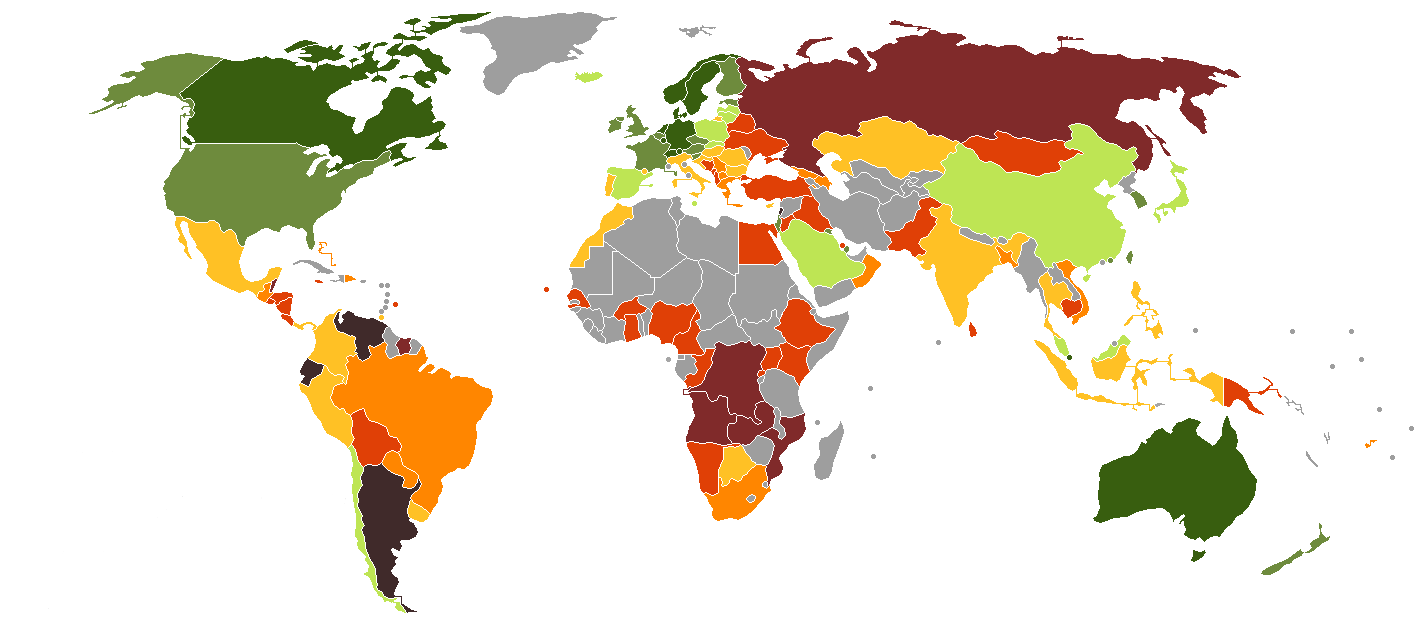
Clasificación de la deuda soberana de los distintos países del mundo según Standard & Poor's (Febrero de 2018)

Los estándares utilizados para determinar la solvencia y estabilidad son:
- Para operaciones a largo plazo

- Inversiones estables

AAA: La más alta calificación de una compañía, fiable y estable.
AA: Compañías de gran calidad, muy estables y de bajo riesgo.
A: Compañías a las que la situación económica puede afectar a la financiación.
BBB: Adecuada capacidad de pago, pero sujeto a cambios económicos adversos
- Inversiones de riesgo o especulativas

BB: Muy propensas a los cambios económicos.
B: La situación financiera sufre variaciones notables.
CCC: Vulnerable en el momento y muy dependiente de la situación económica
CC: Muy vulnerable, alto nivel especulativo.
C: extremadamente vulnerable con riesgo económicos.
- Para operaciones a corto plazo

A-1: El obligado tiene plena capacidad para responder del débito.
A-2: El obligado tiene capacidad para responder del débito aunque el bono es susceptible de variar frente a situaciones económicas adversas.
A-3: Las situaciones económicas adversas pueden condicionar la capacidad de respuesta del obligado.
B: Importante nivel especulativo.
C: Muy especulativo y de dudosa capacidad de respuesta del obligado.
D: De imposible cobro.
En todos los casos, el símbolo [+] tras la calificación (hasta un máximo de tres símbolos, por ejemplo BBB++), sirve para evaluar las situaciones intermedias, entendiéndose que a más símbolo positivos, más cerca se encuentra del nivel superior siguiente.

## Índices bursátiles
Standard & Poor's publica un gran número de índices bursátiles, que abarca todas las regiones del mundo, nivel de capitalización de mercado y tipo de inversión (por ejemplo, índices para REIT y acciones preferentes).
Estos índices incluyen:
S&P500 - El índice Standard & Poor's 500, también conocido como S&P 500, es uno de los índices bursátiles más importantes de Estados Unidos. Al S&P 500 se lo considera el índice más representativo de la situación real del mercado, y se basa en la capitalización bursátil de 500 grandes empresas que poseen acciones que cotizan en las bolsas NYSE o NASDAQ.
Índice S&P400 MidCap
Índice S&P600 SmallCap

## Puntuaciones de gobernanza (GAMMA)
Un puntuación de GAMMA refleja la opinión de S&P sobre la fortaleza relativa de las prácticas de gobierno corporativo de una compañía como una protección de los inversores contra posibles pérdidas de valor relacionadas con el gobierno o la falta de creación de valor. GAMMA está diseñado para inversores de renta variable en mercados emergentes y se centra en la evaluación del riesgo no financiero y, en particular, del riesgo de gobierno corporativo.

### Historia de CGS y resultados de GAMMA
S&P ha desarrollado criterios y metodología para evaluar el gobierno corporativo desde 1998 y ha estado evaluando activamente las prácticas de gobierno corporativo de las empresas desde el año 2000.
En 2007, la metodología del análisis de gobernanza independiente se sometió a una importante revisión para fortalecer el enfoque de riesgo del análisis basado en la experiencia del grupo en la asignación de los puntajes de gobernabilidad. El análisis de GAMMA se centra en una serie de riesgos que varían en la probabilidad y el impacto esperado en el valor para los accionistas. En consecuencia, el análisis de S & P busca determinar las áreas más vulnerables que generan posibles pérdidas de valor atribuibles a deficiencias de gobernabilidad. La evolución reciente de los mercados financieros internacionales pone de relieve la importancia de la gestión del riesgo empresarial y el proceso estratégico para la calidad de la gobernanza. La metodología GAMMA incorpora dos nuevos elementos, abordando estas áreas de preocupación de los inversionistas. También promueve la cultura de la gestión de riesgos y el pensamiento estratégico a largo plazo entre las empresas.

### Componentes de la metodología GAMMA
1. Influencia del accionista
2. Derechos de los accionistas
3. Transparencia, auditoría y gestión de riesgos empresariales
4. Eficacia de la Junta, proceso estratégico e incentivos

### Escala GAMMA
Para la puntuación GAMMA, S&P utiliza una escala numérica de uno a diez (siendo diez la mejor puntuación posible). A criterio de S&P, una puntuación GAMMA puede ser difundida públicamente o utilizada en privado.
GAMMA-10 y GAMMA-9 - a juicio de S&P, los procesos y prácticas de gobierno corporativo de la compañía proporcionan una protección muy fuerte contra posibles pérdidas de valor relacionadas con la gobernabilidad. Una compañía en estas categorías de calificación tiene, en opinión de S&P, pocas debilidades en cualquiera de las áreas principales del análisis de gobernabilidad.
GAMMA-8 y GAMMA-7 - en opinión de S&P, los procesos y prácticas de gobierno corporativo de la compañía brindan una fuerte protección contra posibles pérdidas de valor relacionadas con la gobernabilidad. Una compañía en estas categorías de calificación tiene, en opinión de S&P, algunas debilidades en algunas de las áreas principales del análisis de la gobernabilidad.
GAMMA-6 y GAMMA-5 - a juicio de S&P, los procesos y prácticas de gobierno corporativo de la compañía brindan protección moderada contra posibles pérdidas de valor relacionadas con la gobernabilidad. Una empresa en estas categorías de calificación tiene, en opinión de S&P, debilidades en varias de las áreas principales de análisis de gobernabilidad.
GAMMA-4 y GAMMA-3 - a juicio de S&P, los procesos y prácticas de gobierno corporativo ofrecen una protección débil contra posibles pérdidas de valor relacionadas con la gobernanza. Una empresa en estas categorías de calificación tiene, en opinión de S&P , importantes deficiencias en algunas de las principales áreas de análisis de gobernabilidad.
GAMMA-2 y GAMMA-1 - en opinión de S&P, los procesos y prácticas de gobierno corporativo ofrecen una protección muy débil contra posibles pérdidas de valor relacionadas con la gobernabilidad. Una compañía en estas categorías de calificación tiene, en opinión de S&P, debilidades significativas en la mayoría de las áreas principales de análisis.

## Publicaciones
La compañía publica The Outlook, un boletín de análisis de mercado bursátil casi semanal (48 veces al año), que se publica tanto en formato impreso como en línea para los suscriptores.
Los analistas de Servicios de Gobernabilidad de Standard & Poor's publican un boletín mensual de GAMMA que contiene comentarios y opiniones sobre asuntos relacionados con el gobierno corporativo en mercados emergentes (BRIC y más allá).

## Críticas a su actuación
Standard & Poor's se ha encargado de evaluar las deudas de las instituciones públicas, dirimiendo la posibilidad de retorno de las inversiones. Algunas instituciones públicas[¿quién?] han acusado a Standard & Poor's de no imparcialidad o de predicciones nefastas:
- Caso de Islandia en 2001: Se le estimó con una nota de AAA debido a su nueva legislación bancaria liberal. En 2008 el sistema bancario islandés entró en crisis y los islandeses votaron en referéndum que no iban a devolver el dinero extranjero invertido.[5]
- Hipotecas subprime: Antes de la crisis de las subprime de 2008, S&P les dio la máxima calificación crediticia a las hipotecas basura y a bancos que resultaron subsistir de estafas, entre ellos a Lehman Brothers.[6] Los especialistas de S&P cifraron en 0,12% (1 entre 850) la probabilidad de impago de varias CDO en los siguientes 5 años a su calificación,[7] aunque posteriormente los datos internos de S&P para calificación revelaron que dicha probabilidad había sido 28% (unas doscientas veces superior).[8]
- Ante el congreso estadounidense en octubre de 2008, su presidente Deven Sharma declaró que la súbita caída de los mercados hipotecarios había sido una sorpresa (no sólo para ellos sino para otras compañías de calificación), aun cuando diversos informes internos desde 2005 lo preveían. Además entre enero de 2004 y el verano de 2005, las búsquedas en google del término housing bubble ('burbuja inmobiliaria') se habían multiplicado en EE. UU. por 10. Además en 2001 el término sólo tuvo 8 menciones en la prensa generalista, pero para 2005 aparecieron 3447 artículos que mencionaban, y numerosas fuentes acreditan que el riesgo de burbuja inmobiliaria era contemplado como un escenario posible por numerosos analistas.
- Investigación en Italia de 2012: En enero de 2012 Italia inició una investigación judicial contra S&P por estar especulando con la bolsa para lucrarse por propio interés.[9]
- En marzo de 2023, la Autoridad Europea de Valores y Mercados (ESMA) impuso una multa de 1,1 millones de euros a la agencia de calificación S&P por haber atribuido notas crediticias de valores que todavía no habían sido objeto de emisión.[10]